# Molí de Busquets
El Molí de Busquets és una obra de Perafita (Lluçanès) inclosa a l'Inventari del Patrimoni Arquitectònic de Catalunya.

## Descripció
Restes d'un molí cobertes per vegetació al 80%, entre les quals hi ha mur de les façanes curtes de l'edifici, amb un parell d'obertures rectangulars. La superior faria la funció de finestra mentre que la inferior seria l'accés a l'edifici. El mur és gruixut i de carreus de pedra irregular. A més a més, arran de terra, a la vora del Rec de la Roca Llisa, hi ha una tercera obertura en arc realitzada de forma molt rústica al mur.